# Departament Stanu Stanów Zjednoczonych
Departament Stanu Stanów Zjednoczonych (ang. United States Department of State) – resort rządu Stanów Zjednoczonych odpowiedzialny za dyplomację, odpowiednik ministerstwa spraw zagranicznych w innych państwach. Na czele Departamentu Stanu stoi sekretarz stanu, który jest członkiem gabinetu prezydenta. 
Stanowisko to jest od lat uznawane za najbardziej prestiżowe w rządzie, a zdobyte w ten sposób doświadczenie stanowi zwykle istotny argument w potencjalnych staraniach o zdobycie nominacji partyjnej w wyborach prezydenckich. 

## Historia
Konstytucja Stanów Zjednoczonych uchwalona w lecie 1787 roku i ratyfikowana w roku następnym przez przedstawicieli stanów, odpowiedzialność za prowadzenie polityki zagranicznej złożyła na barki prezydenta. Rychło okazało się, że musi powstać odpowiedni urząd, który wspierałby prezydenta w tych kwestiach.
Izba Reprezentantów i Senat 21 lipca 1789 roku przyjęły ustawę, na mocy której powstał Departament Spraw Zagranicznych (ang. Department of Foreign Affairs), co prezydent George Washington zatwierdził sześć dni później, jako pierwszy urząd federalny powstały w USA. We wrześniu tego samego roku zmieniono nazwę na Departament Stanu, przydając mu sporo obowiązków krajowych. Te obowiązki, to m.in.: sprawowanie kontroli nad Mennicą Państwową (US Mint), przechowywanie Wielkiej Pieczęci Stanów Zjednoczonych i przeprowadzanie spisów powszechnych. Większość z nich w ciągu XIX wieku została przejęta przez inne urzędy i agencje rządowe.
29 września 1789 roku prezydent Waszyngton mianował Thomasa Jeffersona – wówczas ministra-ambasadora we Francji – pierwszym sekretarzem stanu.
W dobie Makkartyzmu w latach pięćdziesiątych pod adresem Departamentu Stanu padło wiele oskarżeń. Po zakończeniu zimnej wojny i częściowym otwarciu archiwów w ZSRR potwierdziło się, że wśród pracowników Departamentu Stanu było wielu szpiegów, ale że równie wielu niewinnych straciło wtedy pracę i reputację.

## Odpowiedzialność i obowiązki
Szef Departamentu Stanu – sekretarz stanu – jest głównym doradcą prezydenta w dziedzinie polityki zagranicznej, jakkolwiek inni politycy mogą mieć większy wpływ na podejmowane przez prezydenta decyzje. W rzeczywistości więc rola Departamentu sprowadza się do wdrażania polityki zagranicznej prezydenta w świecie. Departament wspiera również zagraniczną działalność innych resortów, jak np. Departamentu Handlu (ang. US Department of Commerce).
Do głównych obowiązków resortu należy:
- pomoc i opieka nad obywatelami USA mieszkającymi lub podróżującymi za granicą;
- wsparcie firm amerykańskich na rynkach międzynarodowych;
- koordynowanie i pomoc w zagranicznych działaniach innych urzędów – lokalnych, stanowych lub federalnych;
- składanie oficjalnych wizyt za granicą i przyjmowanie oficjalnych gości;
- obsługa dyplomatów innych państw akredytowanych przy rządzie federalnym i przy ONZ.

Stany Zjednoczone utrzymują stosunki dyplomatyczne ze 195 państwami świata i 70 organizacjami międzynarodowymi, co stwarza konieczność utrzymywania 275 placówek dyplomatycznych i łącznikowych na całym świecie. W USA obsługuje je około 50 tysięcy członków personelu logistycznego i szeroko rozumianego zaplecza.

## Podział organizacyjny
Departament Stanu dzieli się na liczne biura w zależności od regionu oraz obowiązków i odpowiedzialności.
- Sekretariat Wykonawczy (Executive Secretariat)

### Departamenty geograficzne
- Biuro Spraw Afrykańskich (Bureau of African Affairs – AF)
- Biuro Spraw Azji Wschodniej i Pacyfiku (Bureau of East Asian and Pacific Affairs – EAP)
- Biuro Spraw Europejskich i Euroazjatyckich (Bureau of European and Eurasian Affairs – EUR)
- Biuro Spraw Bliskowschodnich (Bureau of Near Eastern Affairs – NEA)
- Biuro Spraw Azji Południowej i Centralnej (Bureau of South and Central Asian Affairs – SCA)
- Biuro Spraw Półkuli Zachodniej (Bureau of Western Hemisphere Affairs – WHA)
- Biuro Organizacji Międzynarodowych (Bureau of International Organization Affairs – IO)

### Departamenty merytoryczne
- Biuro Spraw Konsularnych (Bureau of Consular Affairs – CA)
- Biuro Demokracji, Praw Człowieka i Pracy (Bureau of Democracy, Human Rights, and Labor – DRL)
- Biuro Spraw Gospodarczych (Bureau of Economic and Business Affairs – EB)
- Biuro Spraw Oświatowych i Kulturalnych (Bureau of Educational and Cultural Affairs – ECA)
- Biuro Wywiadu i Badań (Bureau of Intelligence and Research – INR)
- Biuro Międzynarodowych Programów Informacyjnych (Bureau of International Information Programs – IIP)
- Biuro ds. Narkotyków i Międzynarodowego Egzekwowania Prawa (Bureau for International Narcotics and Law Enforcement Affairs – INL)
- Biuro Bezpieczeństwa Międzynarodowego i Nierozprzestrzeniania Broni Jądrowej (Bureau of International Security and Nonproliferation – NP)
- Biuro ds. Oceanów, Międzynarodowego Środowiska i Nauki (Bureau of Oceans and International Environmental and Scientific Affairs – OES)
- Biuro Spraw Polityczno-Wojskowych (Bureau of Political-Military Affairs – PM)
- Biuro Ludności, Uchodźców i Migracji (Bureau of Population, Refugees, and Migration – PRM)
- Biuro Spraw Publicznych (Bureau of Public Affairs – PA)
  - Biuro Historyczne (Office of The Historian)
- Biuro Weryfikacji, Zastosowań i Wdrożeń (Bureau of Verification, Compliance, and Implementation – VCI)
- Biuro Koordynatora ds. Kontrterroryzmu (Office of the Coordinator for Counterterrorism – S/CT)
- Biuro Protokołu (Office of Protocol – S/CPR)
- Biuro Spraw Naukowo-Technologicznych (Office of the Science and Technology Adviser)
- Biuro Monitorowania i Zwalczania Handlu Ludźmi (Office to Monitor and Combat Trafficking in Persons)
- Biuro Ścigania Zbrodni Wojennych (Office of War Crimes Issues – S/WCI)
- Biuro Międzynarodowych Spraw Kobiet (Office of International Women’s Issues)

### Departamenty pomocnicze
- Biuro Zarządzania (Office of Management Policy)
- Biuro Kadr (Bureau of Human Resources – M/DGHR)
- Biuro Administracji (Bureau of Administration – A)
- Biuro Administracji Budynkami Za Granicą (Bureau of Overseas Buildings Operations – OBO)
- Biuro Bezpieczeństwa Dyplomatycznego (Bureau of Diplomatic Security – DS)
- Biuro Prawne (Office of the Legal Adviser – L)
- Biuro Legislacyjne (Bureau of Legislative Affairs – H)
- Biuro Zarządzania Źródłami (Bureau of Resource Management – RM)
- Biuro Banków Danych (Bureau of Information Resource Management – IRM)
- Biuro Usług Medycznych (Office of Medical Services – MED)
- Biuro Pomocy Zagranicznej (Office of Foreign Assistance – F)
- Biuro Odbudowy i Stabilizacji (Office of Reconstruction and Stabilization – S/CRS)
- Biuro Pomocy Światowej Stanów Zjednoczonych (Office of US Global Aid – S/GAC)
- Biuro Praw Obywatelskich (Office of Civil Rights – S/OCR)
- Krajowe Centrum Kształcenia Służby Zagranicznej, b. Instytut Służby Zagranicznej (National Foreign Affairs Training Center, b. Foreign Service Institute)

## Siedziba
Departament Stanu ma swoją siedzibę w budynku H.S. Trumana w pobliżu Białego Domu, w dzielnicy Foggy Bottom w Waszyngtonie.